# Dialekt groningski

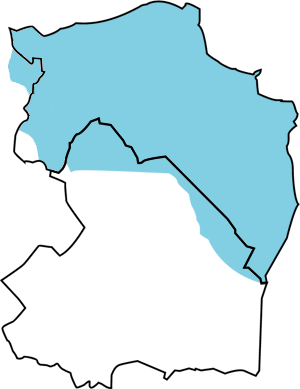
Używanie języka w niderlandzkich prowincjach Groningen i Drenthe

Dialekt groningski (Grönnegs, Gronings) – forma dolnosaksońskiego w Holandii używana wokół miasta i prowincji Groningen.
Jest częścią języka dolnoniemieckiego (dolnosaskiego), lecz niektórzy lingwiści uznają go za niezależny język. Najwięcej osób twierdzi, że gronings współtworzy jeden język ze wschodniofryzyjskim dolnoniemieckim. Jest on skutkiem naporu języka dolnoniemieckiego (dolnosaskiego) na dawny obszar języka fryzyjskiego. Wiele słów dialektu Gronings jest stąd podobnych do słów z języka fryzyjskiego.
Składa się z ośmiu gwar:
- Hogelandsters
- Westerkwartiers
- Kollumerpompsters
- Stadsgronings
- Oldambtsters
- Noordenvelds
- Veenkoloniaals
- Westerwolds

Szacowana liczba osób posługujących się dialektem gronings to 310 tysięcy osób.

## Liczby
Porównanie liczb w języku niderlandzkim i poszczególnych gwarach dialektu gronings: 
| niderlandzki      | een  | twee  | drie  | vier   | vijf  | zes  | zeven  | acht   | negen | tien  |
| ----------------- | ---- | ----- | ----- | ------ | ----- | ---- | ------ | ------ | ----- | ----- |
| Hoogelaandsters   | ain  | twij  | drij  | vijer  | vief  | zès  | seuven | aacht  | negen | tien  |
| Oldambtsters      | ain  | twai  | drai  | vaaier | vief  | zes  | zeuven | aacht  | negen | tien  |
| Veenkolonioals    | aine | twèje | drèje | vare   | vieve | sèze | zeuven | aachte | negen | tiene |
| Westerkwartaaiers | een  | twij  | drij  | vier   | vief  | zes  | zeuven | acht   | negen | tien  |
| Stadjeders        | oin  | twai  | drai  | vaair  | vief  | zìs  | zeuven | aacht  | negen | tien  |
| Westerwolds       | ein  | twei  | drei  | vaar   | vuuf  | sès  | zeuven | aacht  | negen | tien  |